# Aaron Embry
Aaron Embry nació el 10 de noviembre de 1975 en Bellflower, California. Es un autor y productor musical estadounidense. Es el primer hijo de la cazatalentos Karen Embry y del técnico dental H. Charles Randall. Es el hermano mayor del actor Ethan Embry y la fotógrafa Kessia Embry.

## Carrera musical
Embry ha escrito, grabado, y/o actuado con una amplia lista de los artistas más importantes de la escena musical incluyendo a Daniel Lanois, Jane's Addiction, Elliott Smith, Willie Nelson, Alex Ebert, Scott Weiland, y Emmylou Harris.
Es el líder de un grupo indie-rock Amnion. En febrero de 2008, su banda Amnion lanzó su primer disco "AmenNamO".
En marzo de 2009, Aaron escribió la canción original para Yukio Mishima que formó parte del cortometraje histórico del mismo.
También en el año 2009, Embry produjo y grabó el disco de la banda Avi Buffalo para Sub Pop Records en su estudio hogareño "Hunter's Hollow" en Glassell Park, CA.

## Actualidad
Aaron está en gira actualmente con la banda Edward Sharpe and the Magnetic Zeros, presentándose en ciudades de Norteamérica, Latinoamérica y Europa.